# Habib Kchaou
Habib Kchaou (arabe : الحبيب كشو), de son nom complet Mohamed Habib Kchaou (arabe : محمد الحبيب كشو), né en 1956, est un homme politique tunisien, ministre des Affaires sociales et ministre de la Santé par intérim en 2020.

## Biographie

### Études
Il est titulaire d'une maîtrise en gestion du travail de l'Institut national du travail et des études sociales rattaché à l'université de Carthage.

### Carrière professionnelle et politique
Il devient enseignant dans le même institut. Après la révolution de 2011, il est nommé conseiller chargé des Affaires sociales après des chefs du gouvernement successifs, Hamadi Jebali, Ali Larayedh et Mehdi Jomaa, avant d'être nommé président du comité des martyrs et des blessés victimes d'actes terroristes.  
Le 27 février 2020, alors qu'il est proche d'Ennahdha, il est nommé ministre des Affaires sociales dans le gouvernement d'Elyes Fakhfakh. Le 15 juillet, il est nommé ministre de la Santé par intérim après le limogeage de son prédécesseur dans le cadre du limogeage collectif des ministres d'Ennahdha.